# 太平 (林士弘)
太平（たいへい）は、隋末唐初に林士弘が自立して建てた私年号。616年 - 622年。

## 西暦・干支との対照表
| 太平 | 元年  | 2年   | 3年   | 4年   | 5年   | 6年   |
| 西暦 | 617年 | 618年 | 619年 | 620年 | 621年 | 622年 |
| 干支 | 丁丑  | 戊寅  | 己卯  | 庚辰  | 辛巳  | 壬午  |